# Lucky Bucky in Oz
Lucky Bucky in Oz (1942) é o trigésimo-sexto livro sobre a Terra de Oz criada por L. Frank Baum, e o terceiro e último escrito e ilustrado por John R. Neill (embora ele tenha escrito um quarto livro, The Runaway in Oz, publicado postumamente, mas morreu antes de ilustrá-lo).